# Йоахим Йохан Георг I фон дер Шуленбург

Йоахим Йохан Георг I фон дер Шуленбург (на немски: Joachim Johann Georg I Graf von der Schulenburg; * 1556; † 1633) е граф от благородническия род „фон дер Шуленбург“ в Саксония-Анхалт.
Той е син (от общо 27 деца) на граф Кристоф III фон дер Шуленбург († 1570) и втората му съпруга Гизела фон дер Кнезебек (1524 – 1598). Внук е на граф Бернхард X фон дер Шуленбург (1466 – 1508). По-голям брат е на Йоахим V фон дер Шуленбург (пр. 1571 – 1617) и по-малък полубрат на граф Левин II фон дер Шуленбург (1528 – 1587), Кристоф VII фон дер Шуленбург (1529 – 1588) и Бернхард Лудолф фон дер Шуленбург (1542 – 1587/1593).

## Фамилия
Йоахим Йохан Георг I фон дер Шуленбург се жени за Анна Мария фон дер Шуленбург (* пр. 1592; † 1597, Халбершат), дъщеря на граф Ведиге I фон дер Шуленбург († 1584) и Маргарета фон Бодендорф (1543 – 1605). Те имат шест деца:
- Хайнрих Юлиус фон дер Шуленбург (* 1595, Халбершат?; † 1595, Халбершат)
- Кристоф Ведиге фон дер Шуленбург († 1629)
- Хедвиг фон дер Шуленбург (1596 – 1597, Халбершат)
- Бернхард Рудолф фон дер Шуленбург
- Левин Георг фон дер Шуленбург (+ 1611)
- Йоахим Йохан Георг фон дер Шуленбург († сл. 1612)

Йоахим Йохан Георг I фон дер Шуленбург се жени втори път 1600 г. за Клара фон Кампен (* 1577; † 1638). Те имат четири деца:
- Хайнрих Юлиус фон дер Шуленбург (* пр. 1633; † 1675), женен за Анна Катарина фон Шпигел цу Пекелсхайм; имат четири деца
- Ернст Хенинг фон дер Шуленбург
- Гизела Гертрауд фон дер Шуленбург (* 26 октомври 1603; † 20 август? 1609, Халбершат)
- Анна Мария фон дер Шуленбург († сл. 1612)